# Молочай продолговатолистный
Молочай продолговатолистный (лат. Euphorbia oblongata) — вид молочая. Аборигенный вид в Евразии, но его можно найти и в других местах как сорняк — интродуцированный вид. Многолетнее растение, достигающее максимальной высоты чуть более полуметра. У него овальные или узкие листья с мелкозубчатыми краями длиной от 4 до 6 сантиметров. Листва от зелёного до жёлто-зелёного цвета. Соцветия содержат крошечные железистые цветки. Плод представляет собой шаровидную коробочку длиной около полусантиметра, содержащую гладкие коричневые семена.

## Применение
Вид во многих странах считается инвазивным, впрочем, иногда его выращивают в садах благодаря неприхотливости и длительному цветению.